# School van Rouen

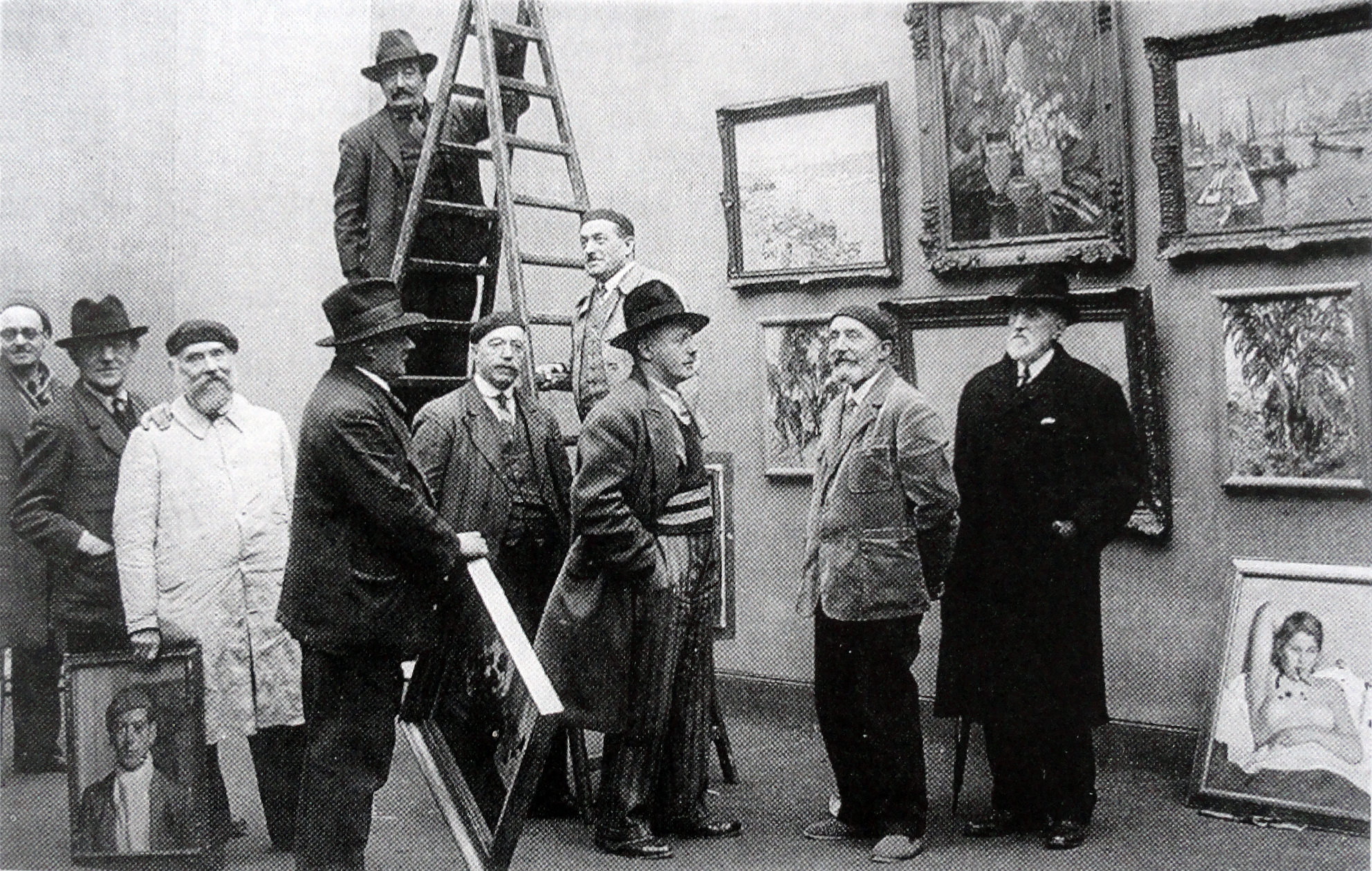
Schilderijen ophangen voor de Salon des Artistes Rouennais

De School van Rouen (École de Rouen) is de benaming voor een groep kunstschilders aan het einde van de negentiende eeuw en de eerste helft van de twintigste eeuw, werkzaam in of afkomstig uit Rouen.
De term School van Rouen werd voor het eerst gebruikt in 1902 door de criticus Arsène Alexandre in de catalogus van een expositie van uit Rouen afkomstige schilders te Parijs. Er werden drie groepen kunstschilders onderscheiden: de Impressionisten met Albert Lebourg als belangrijkste exponent, de Salonnards als grootste groep en de meer bescheiden Symbolistes, waarvan Gustave Moreau de inspirator was. Een latere generatie, met onder andere Robert Antoine Pinchon, werkte meer in een postimpressionistische, fauvistische of modernistische stijl.

## Vertegenwoordigers
Tot de School van Rouen worden gerekend:
- Charles Angrand
- Jean Bréant
- Edouard de Bergevin
- Léonard Bordes
- Georges Bradberry
- Marcel Couchaux
- Georges Cyr
- Joseph Delattre
- Gaston Duhamel
- Pierre Dumont
- Alfred Dunet
- Charles Frechon
- Michel Frechon
- Isabelle de Ganay
- Narcisse Guilbert
- Narcisse Hénocque
- Madelaine Hippolyte
- Pierre Hodé
- Magdeleine Hue
- Albert Lebourg
- Raimond Lecourt
- Léon-Jules Lemaître
- Suzanne Léon
- Maurice Louvrier
- Pierre Le Trividic
- Gaston Loir
- Maurice Louvrier
- Hyppolite Madelaine
- Magdeleine Hue
- Albert Malet
- Paul Mascart
- Robert Antoine Pinchon
- Raymond Quibel
- René Sautin
- Adrien Segers
- Jean Thieulin
- Eugène Tirvert
- Maurice Vaumousse
- Henri Vignet
- Jean Charles Contel

## Werken

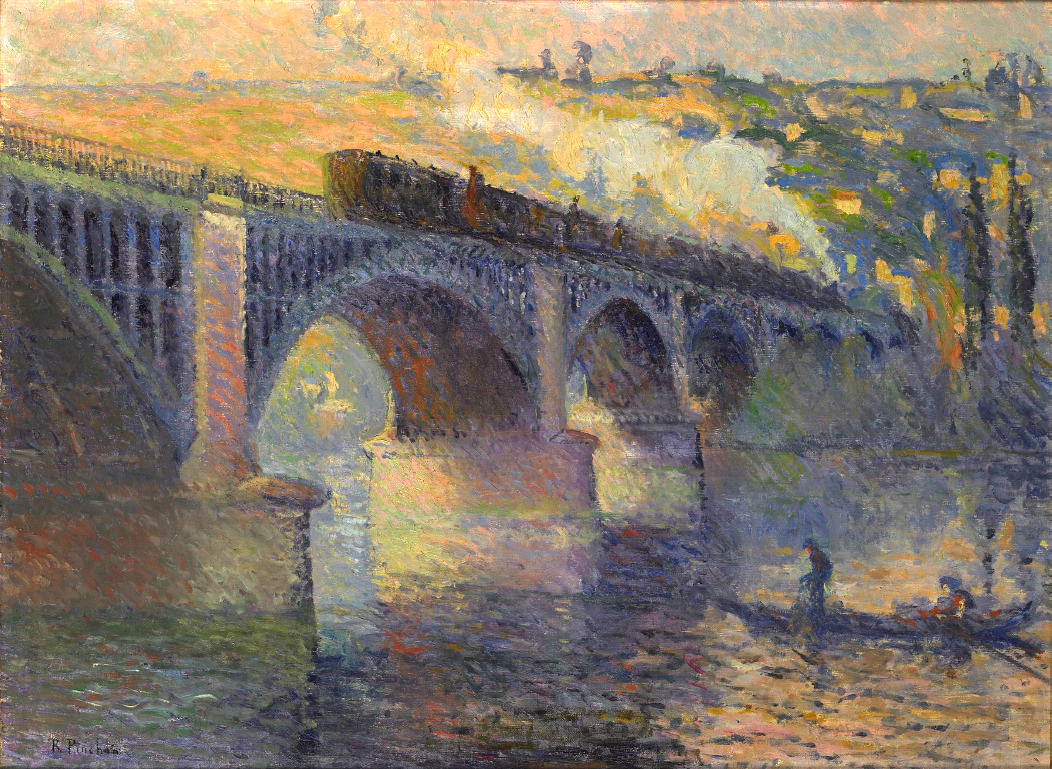
Robert Antoine Pinchon, Le Pont aux Anglais, soleil couchant (1905)
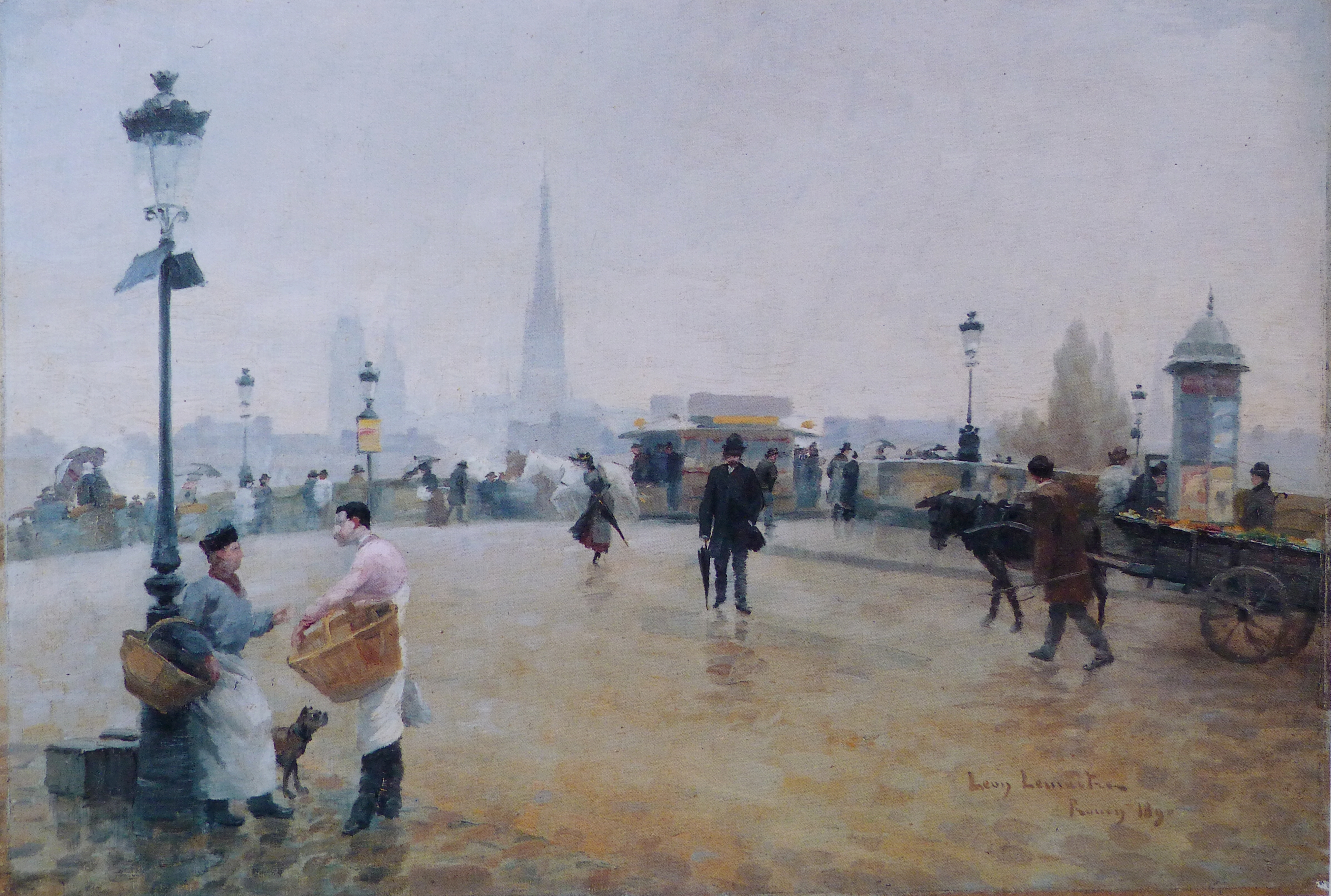
Léon-Jules Lemaître, Le Pont Corneille, Rouen (1890)
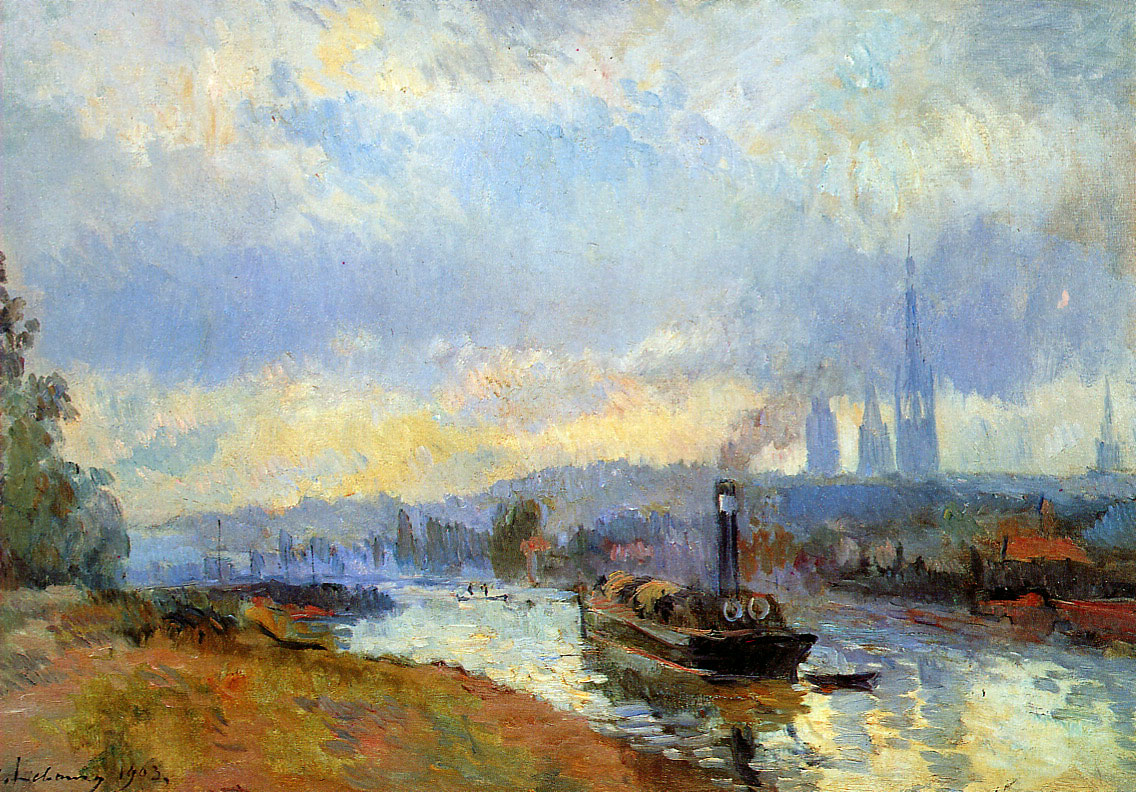
Albert Lebourg, Duwboten in de zon van Rouen (1900)
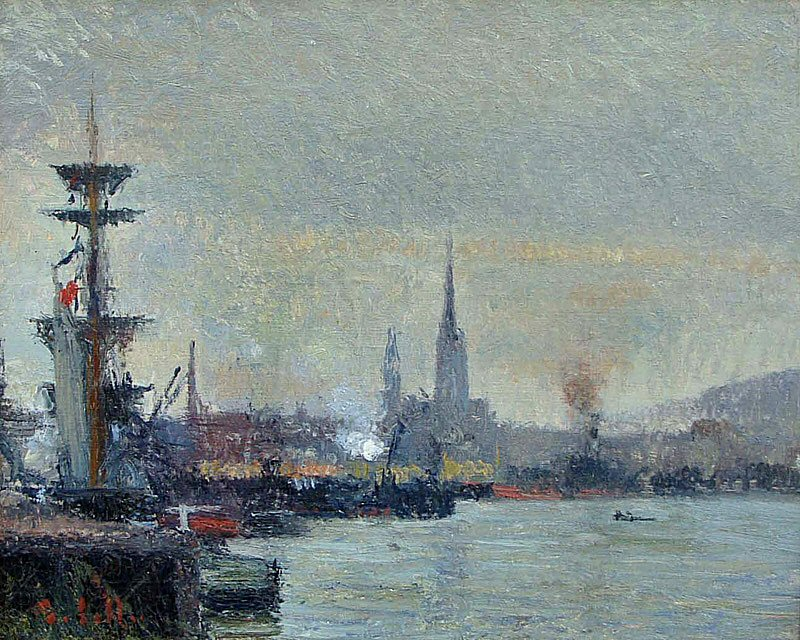
Joseph Delattre, Le Port de Rouen
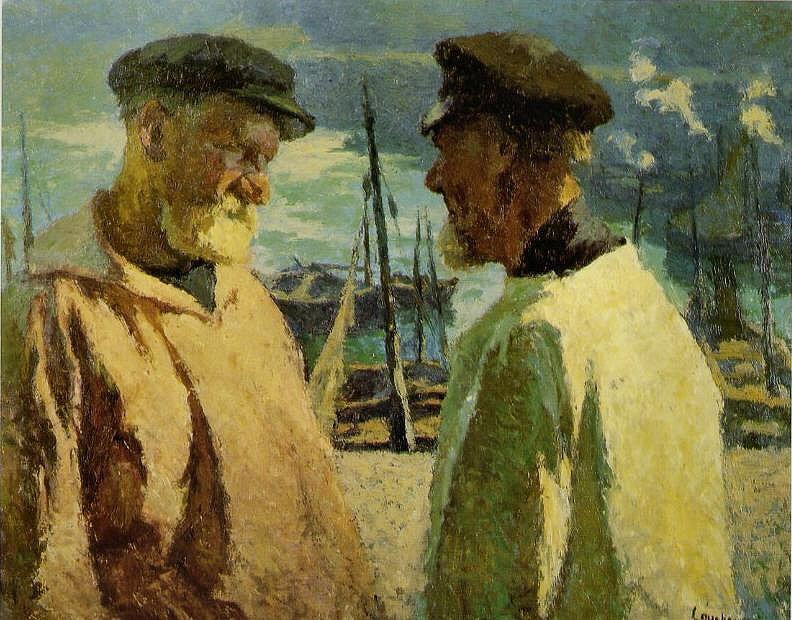
Marcel Couchaux, Pêcheurs à Honfleur (1920)
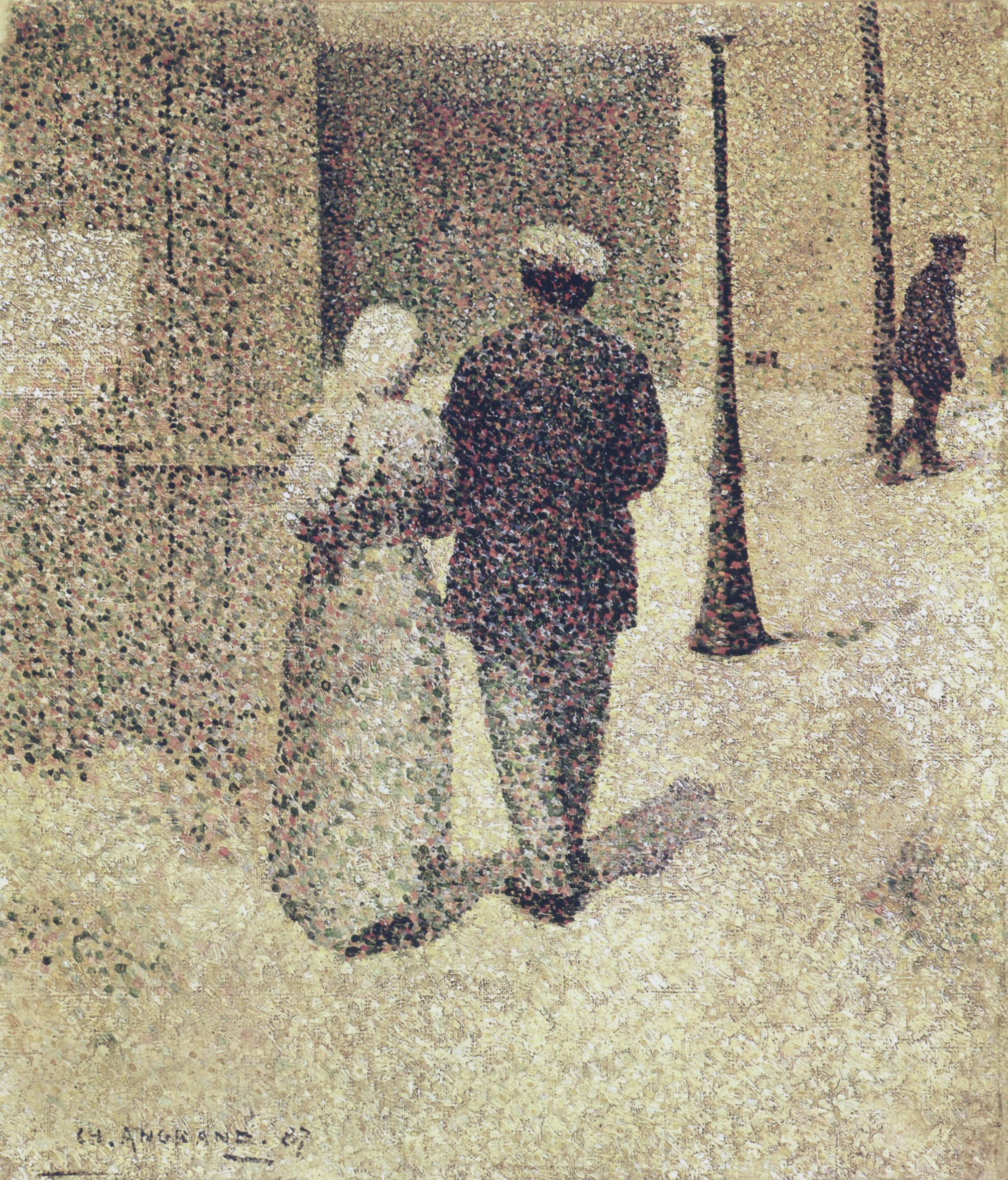
Charles Angrand, Couple dans la rue (1887)